# Gorna Malina (obchtina)
L'obchtina de Gorna Malina (en bulgare Община Горна Малина - Obchtina Gorna Malina) est une municipalité de Bulgarie.

## Géographie
La municipalité de Gorna Malina est située dans l'ouest de la Bulgarie,  à l'extrémité est du bassin de Sofia, à 34 km à l'est de la capitale du pays. Elle fait partie de l'oblast de Sofia et son chef-lieu est le village de Gorna Malina.

## Administration
La municipalité de Gorna Malina comporte 14 localités.

## Galerie de photographies

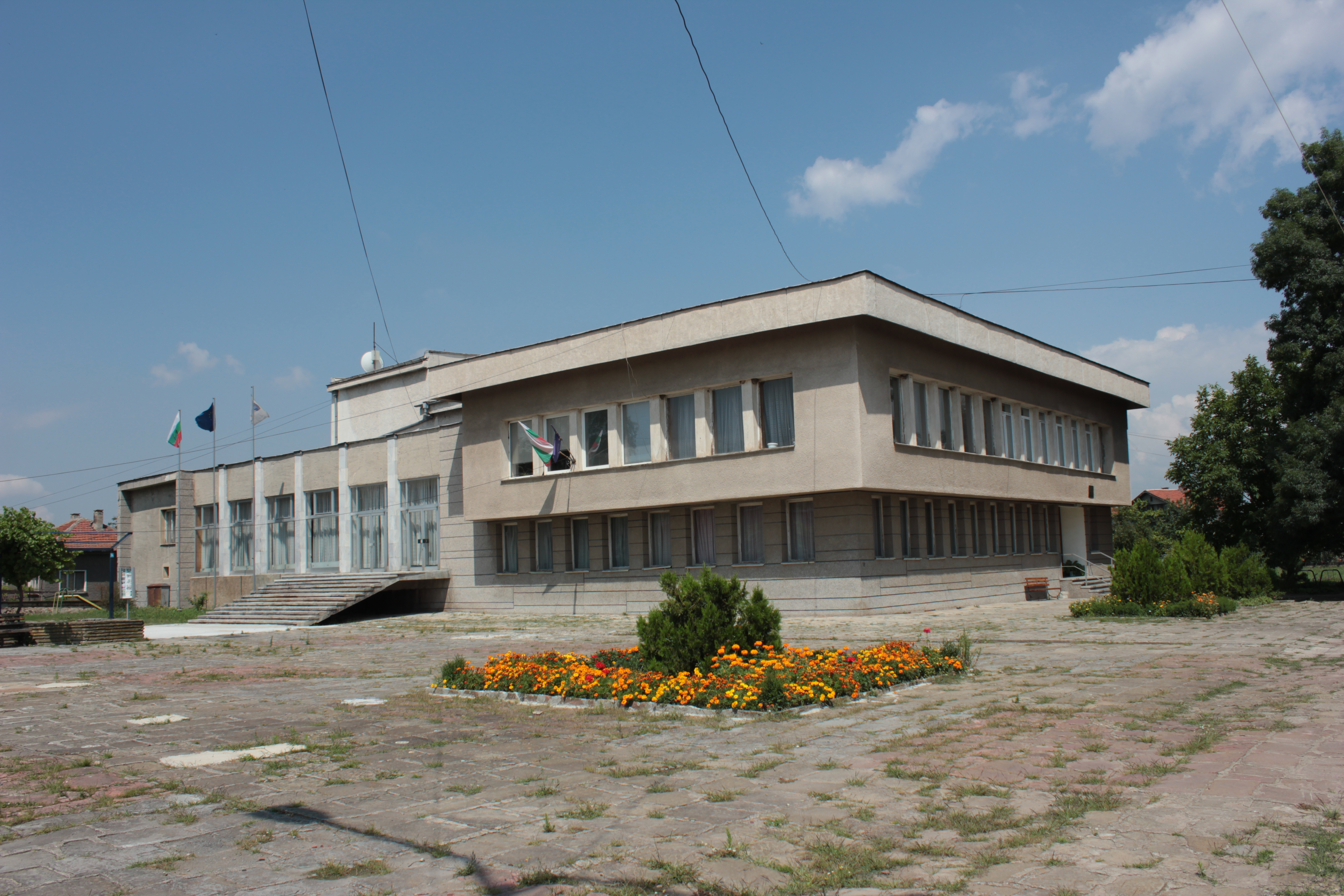
Aprilovo : la mairie-annexe
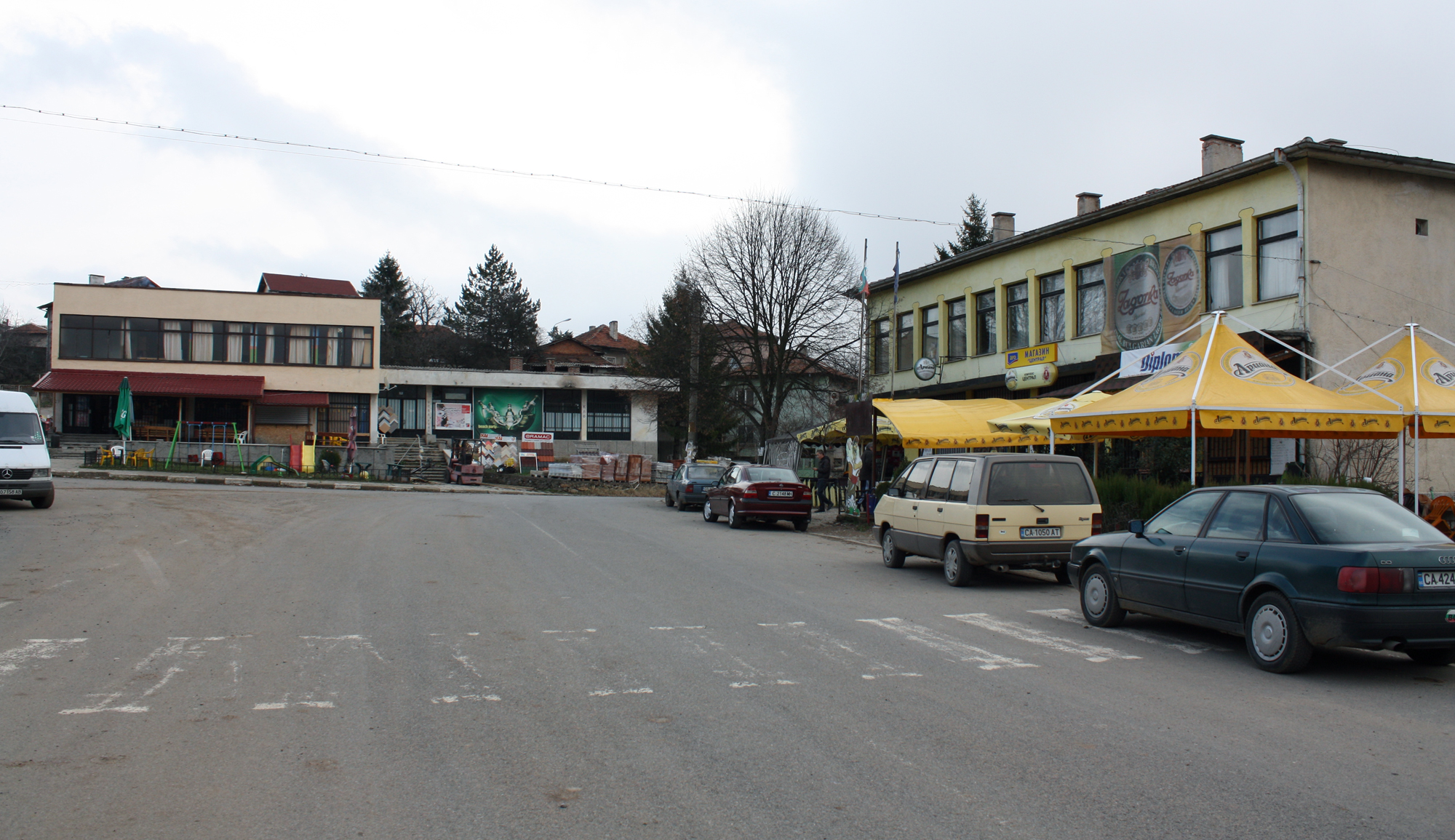
Baylovo : le centre du village
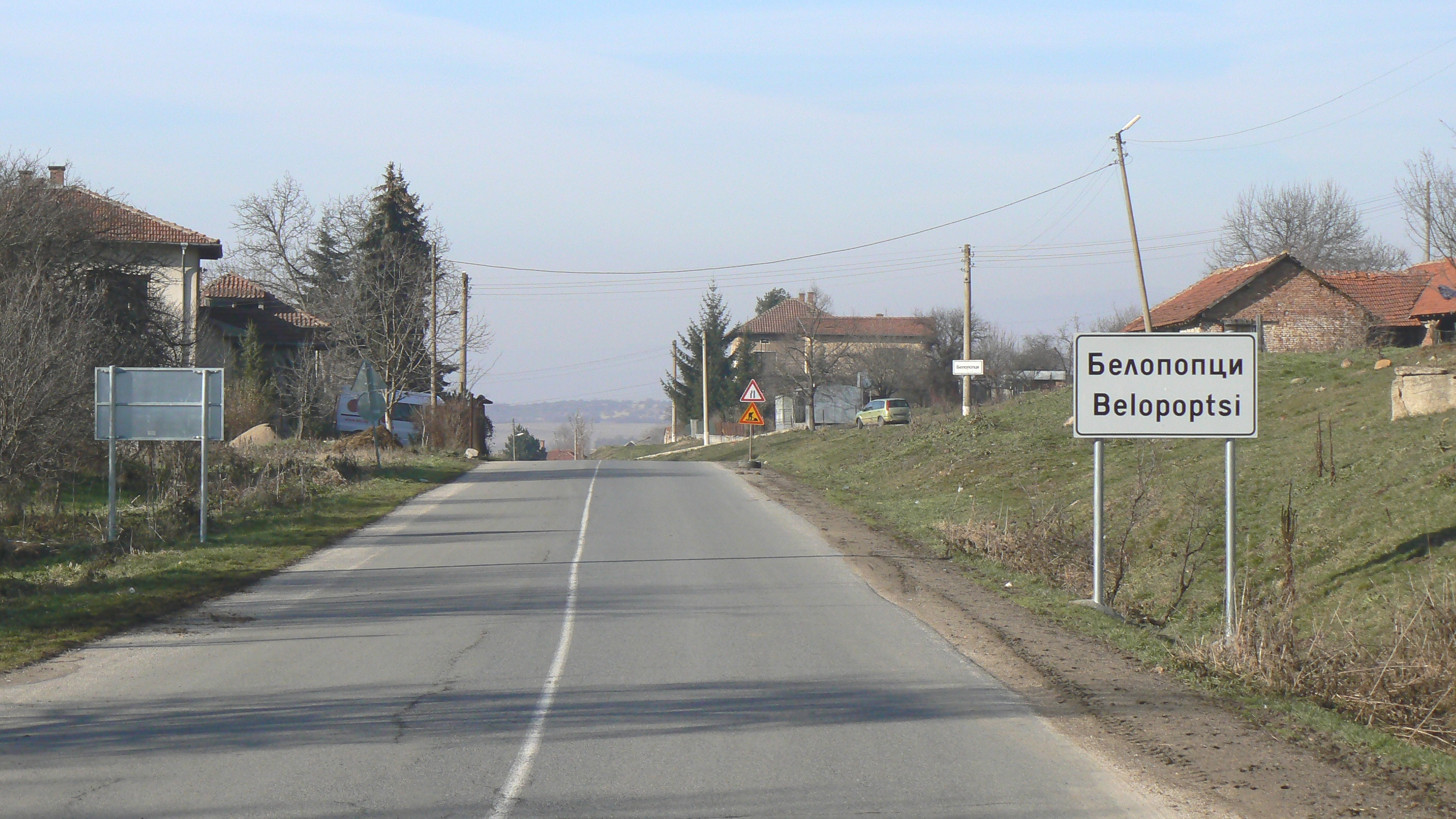
Bélopoptsi : l'entrée du village
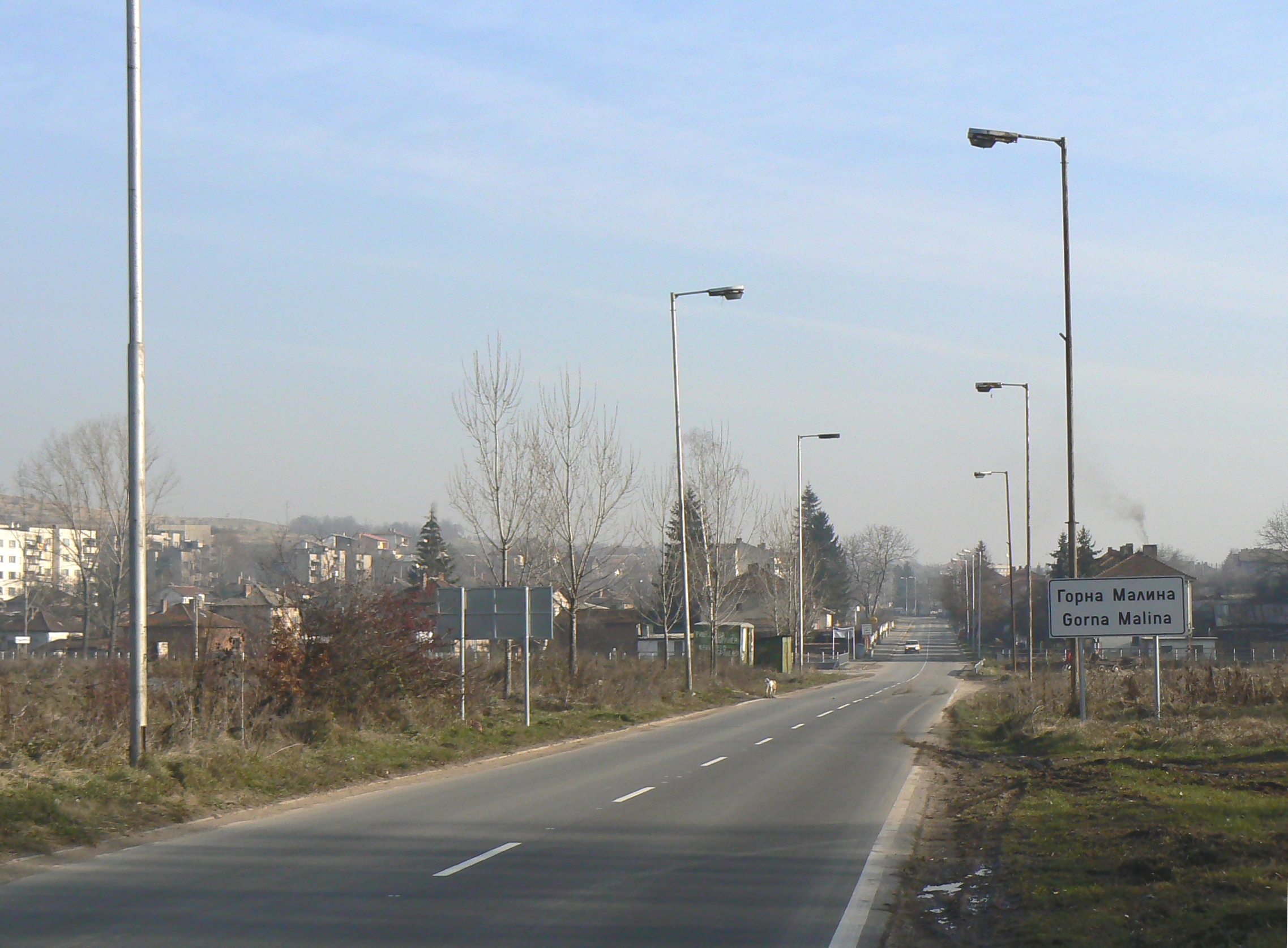
Gorna Malina : l'entrée du village
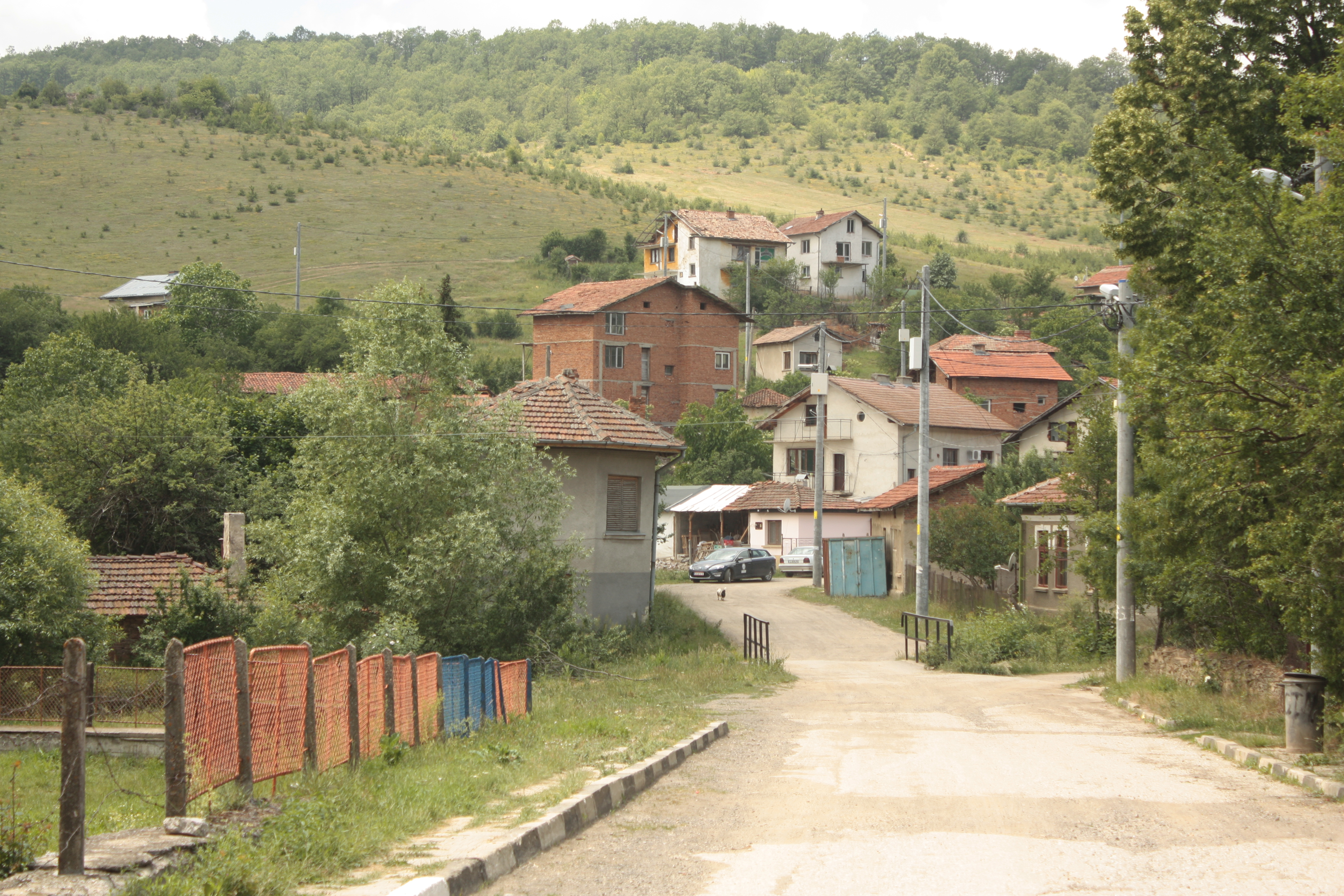
Gorno Kamartsi : vue d'une partie du village
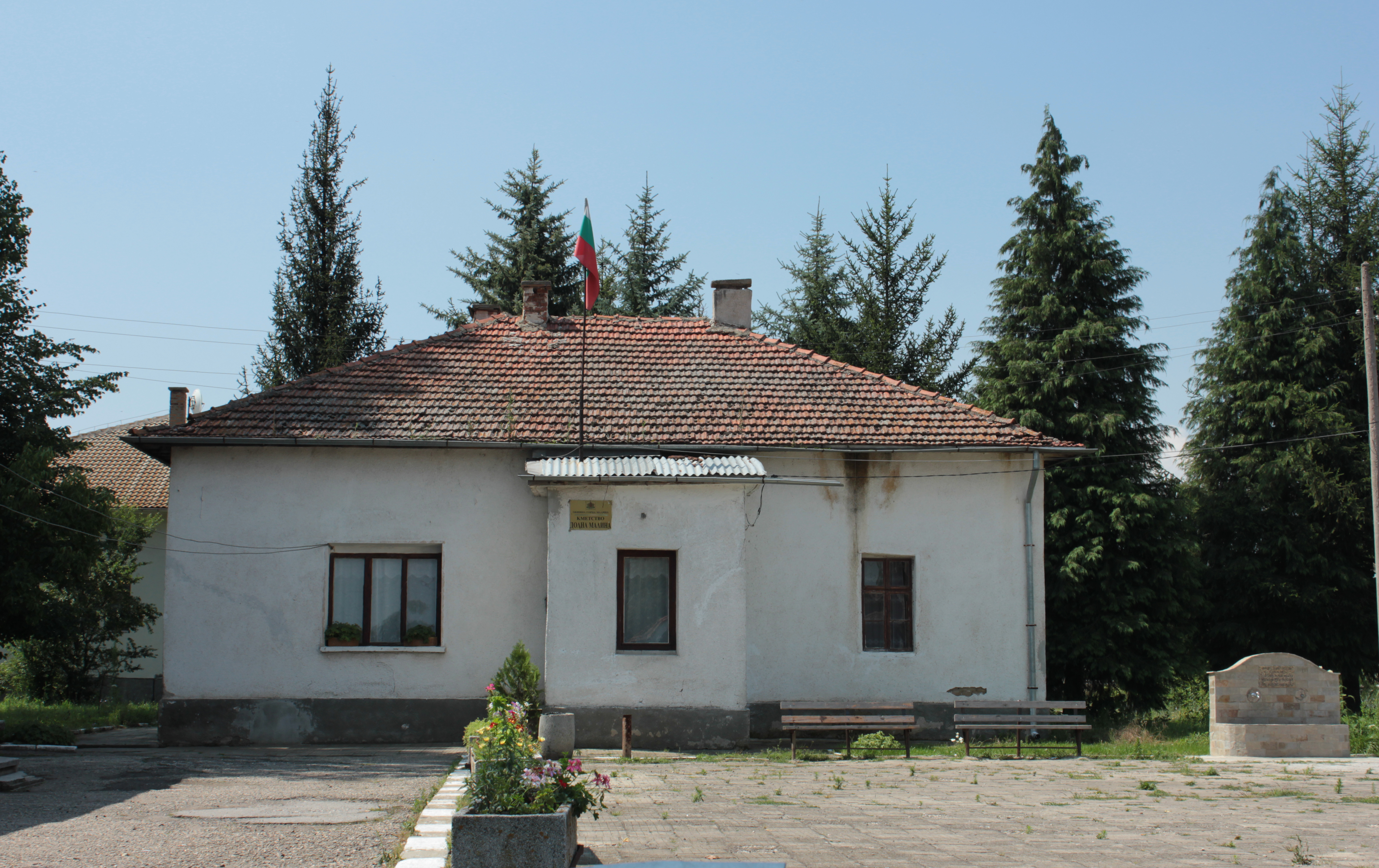
Dolna Malina : la mairie-annexe
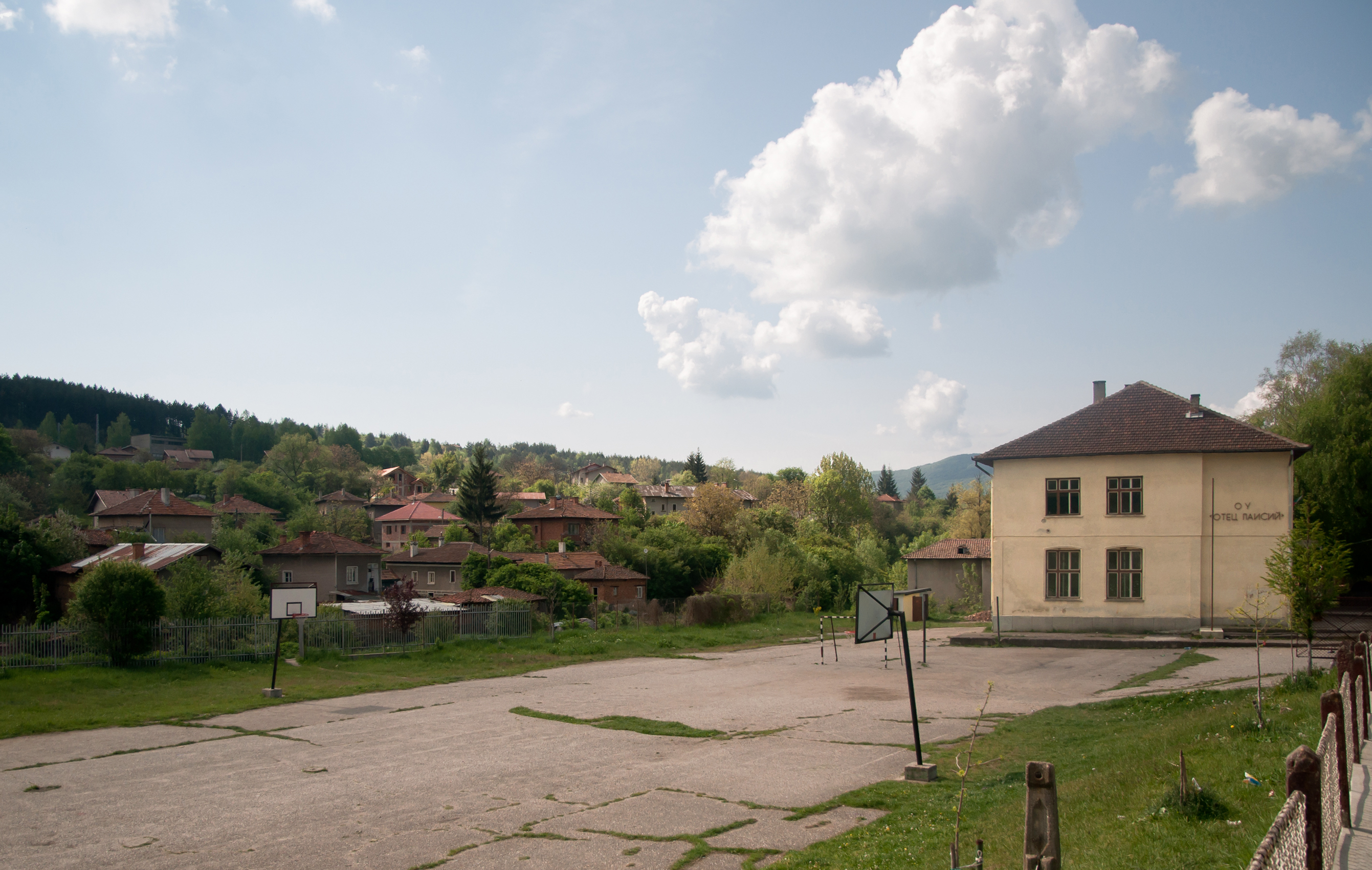
Dolno Kamartsi : vue du village et de l'école primaire
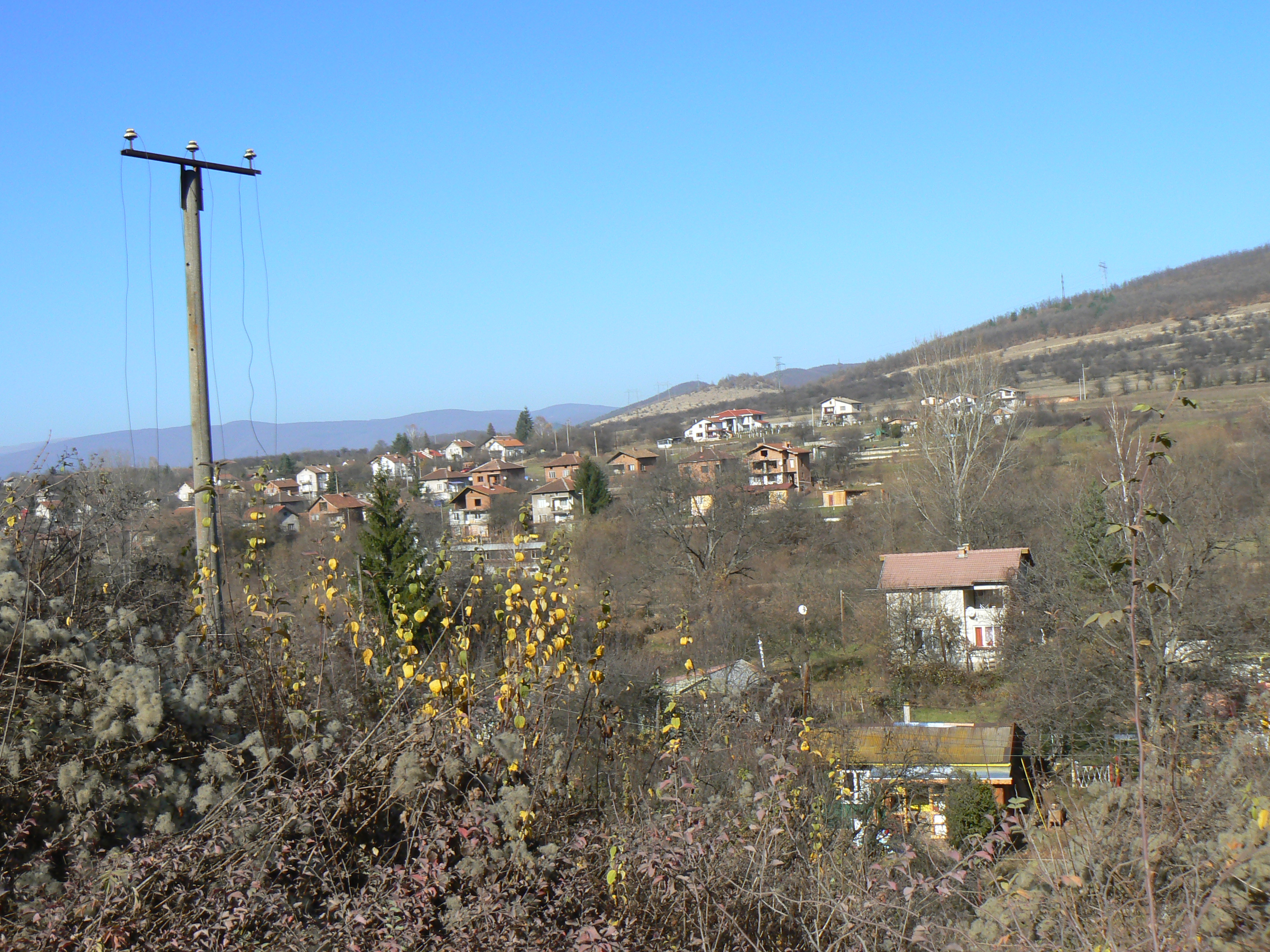
Makotsevo : vue du village depuis la gare ferroviaire
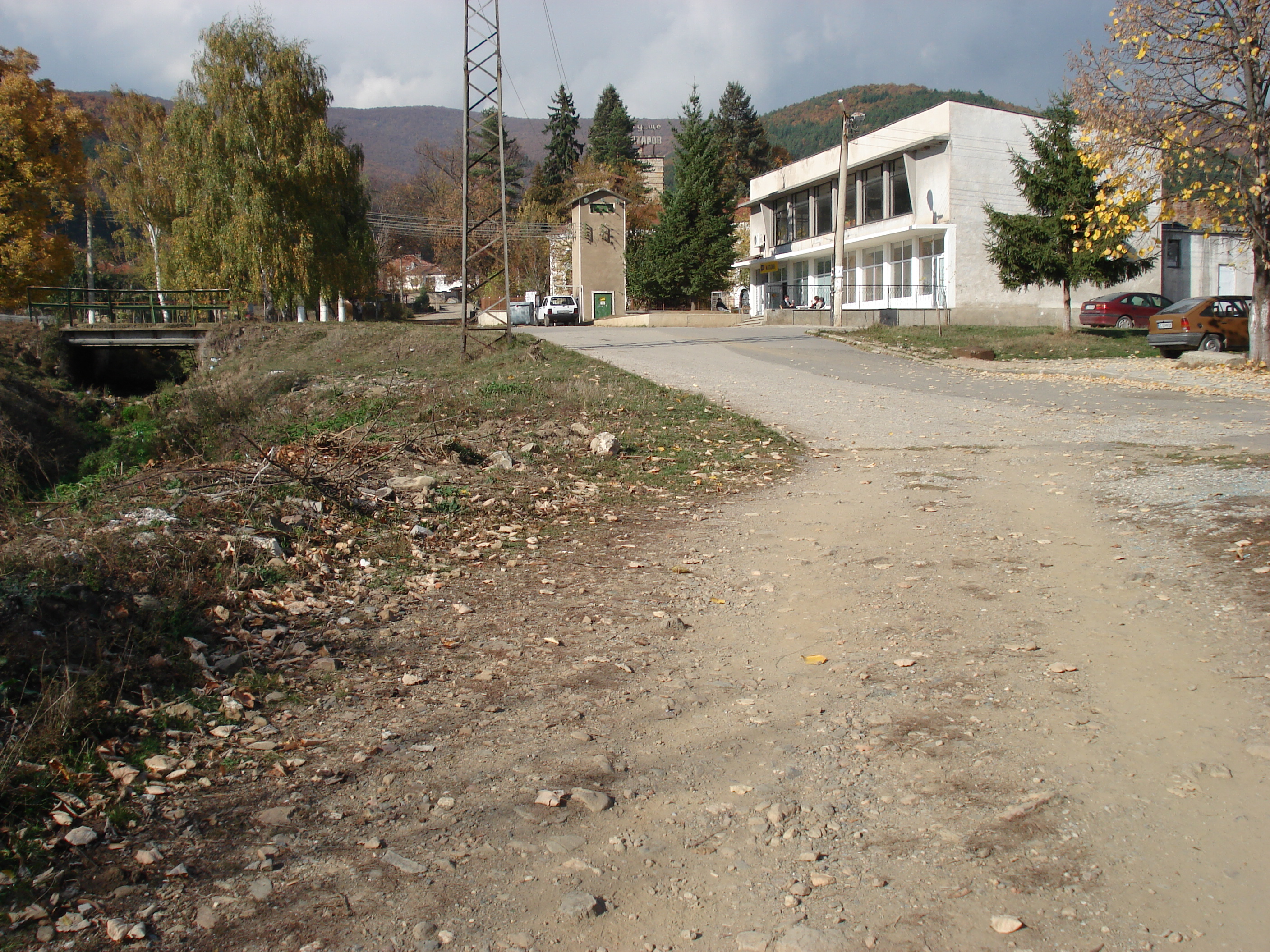
Osoitsa : le centre du village en 2006
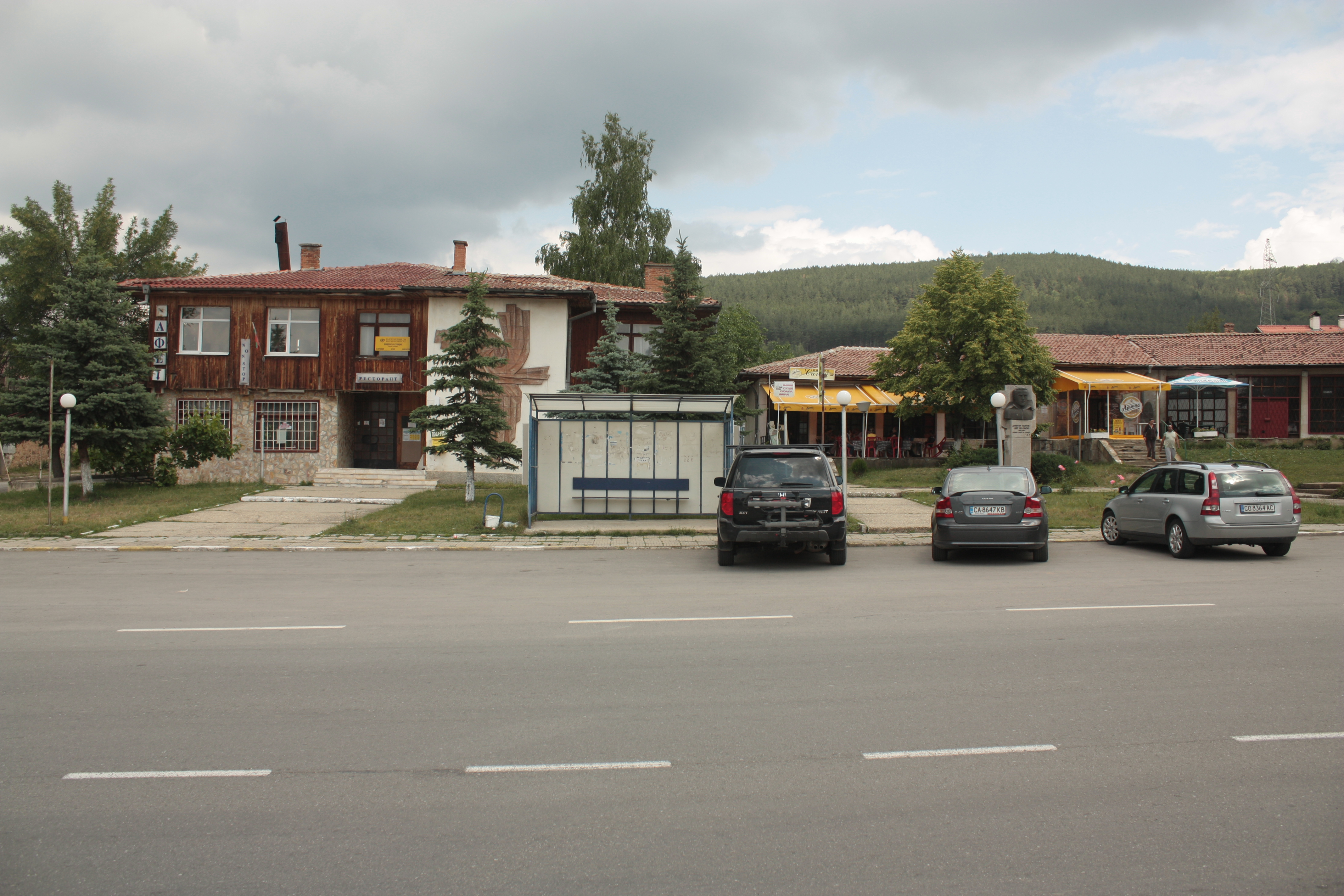
Sarantsi : le centre du village
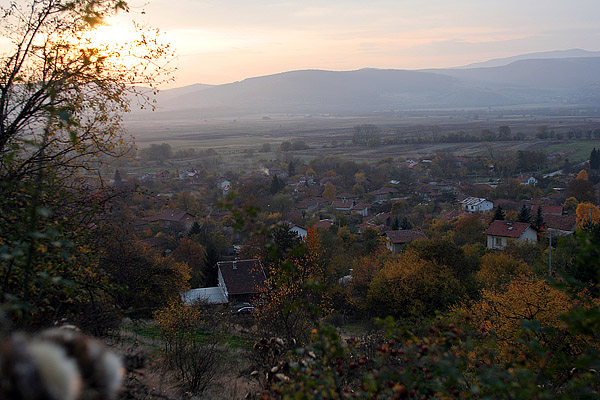
Stargel : vue panoramique
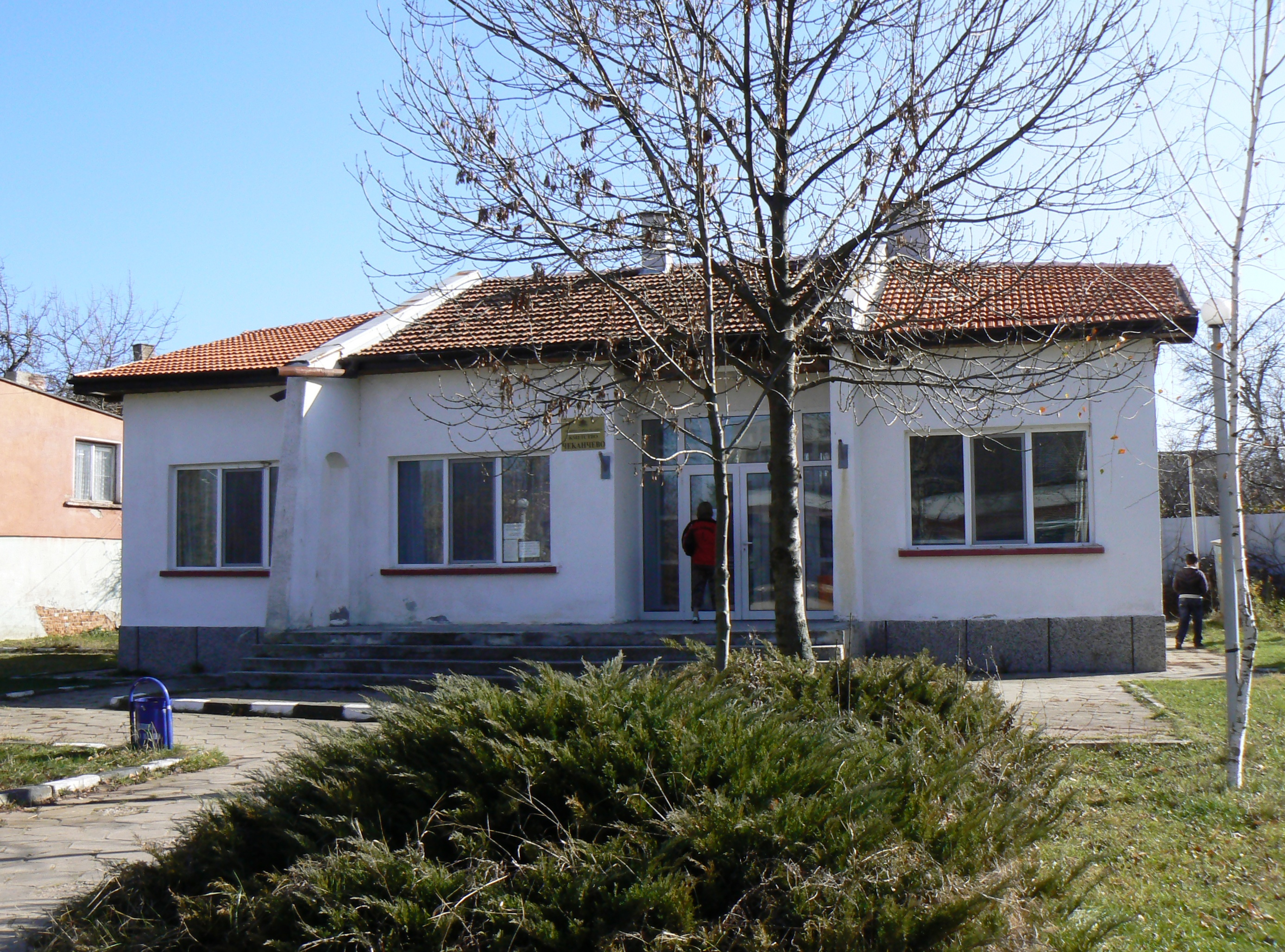
Tcéekantchevo : la mairie-annexe